# Caridina gracillima
Caridina gracillima is een garnalensoort uit de familie van de Atyidae. De wetenschappelijke naam van de soort is voor het eerst geldig gepubliceerd in 1901 door Lanchester.